# SQLAlchemy

로고

SQLAlchemy는 MIT 허가서에 따라 출시된 파이썬 프로그래밍 언어용 오픈 소스 SQL 도구 키트이자 개체 관계형 매퍼(ORM)이다.

## 설명
SQLAlchemy의 철학은 관계형 데이터베이스는 규모가 커지고 성능이 중요해지기 시작하면서 객체 컬렉션처럼 덜 동작하는 반면, 객체 컬렉션은 더 많은 추상화가 설계되면서 테이블 및 행처럼 덜 동작한다는 것이다. 이러한 이유로 다른 여러 객체 관계형 매퍼에서 사용하는 활성 레코드 패턴 대신 데이터 매퍼 패턴(자바용 하이버네이트와 유사)을 채택했다.

## 역사
SQLAlchemy는 2006년 2월에 처음 출시되었다. SQLAlchemy 베타 2.0은 2022년 10월에 출시되었고, 전체 2.0은 2023년 초에 출시되었다.

## 같이 보기
- Pylons
- 터보기어스